# Pietro Bacchini
Pietro Bacchini (Castelvetro Piacentino, 11 febbraio 1927 – Cremona, 5 marzo 1988) è stato un allenatore di calcio e calciatore italiano, di ruolo difensore.

## Caratteristiche tecniche
Giocava come terzino; non molto alto, era veloce e scattante. Era noto per aver realizzato in carriera diverse autoreti.

## Carriera
Cresciuto nella Cremonese, debutta nel campionato di Serie B 1947-1948, totalizzando 7 presenze. Nelle stagioni successive diventa titolare inamovibile della difesa grigiorossa, sempre impegnata nei campionati cadetti: colleziona 32 presenze nel 1948-1949, 30 nel 1949-1950 e 34 nel 1950-1951.
Nel 1951 si trasferisce al Venezia, con cui disputa altri due campionati di Serie B e, dopo la retrocessione del 1954, due di Serie C in cui colleziona rispettivamente 31 e 23 presenze. Nel 1955 torna per una stagione in Serie B, alla Salernitana, con cui disputa le sue ultime 8 partite nella serie cadetta. Nelle stagioni successive riconquista il posto da titolare disputando tre campionati di Serie C, sempre con i granata campani.

## Dopo il ritiro
Diventa per qualche tempo allenatore, sedendo sulla panchina del Mira (Promozione), nel quale fa esordire il sedicenne Franco Pezzato, e successivamente della Mazzola, formazione dilettantistica del suo paese natale Castelvetro Piacentino intitolata a Valentino Mazzola. Lasciato il calcio, era tornato al paese natale lavorando nei campi e in un'officina.